# Siméon Riro Kāinga
Siméon o Timeone Riro 'a Kāinga Riroroko He Tau (fallecido en 1898 o 1899) fue el último 'ariki (rey) de Rapa Nui (Isla de Pascua) desde 1892 hasta su muerte. Gobernó la isla durante un breve período de autonomía indígena entre la anexión inicial de Chile en 1888 y la reafirmación de la autoridad del gobierno central del país en 1896. Riro murió inesperadamente durante un viaje diplomático a Valparaíso en el cual iba a discutir la soberanía de la isla con las autoridades gubernamentales, lo que generó sospechas de que había sido envenenado.

## Primeros años de vida
Riro nació en Mataveri, el hijo de Ngaure (o Ngure, el hijo de Pariko). Su padre era seguidor de Torometi, un hombre fuerte nativo y partidario del aventurero francés Jean-Baptiste Dutrou-Bornier . Su madre se llamaba Nene Pōike. Riro fue bautizado como Siméon (o Timeone) en la fe católica por los misioneros franceses de Picpus el 9 de marzo de 1879. Era miembro del clan Miru al que pertenecían los 'ariki mau o gobernantes tradicionales de la Isla de Pascua. Aunque su familia era de la rama Miru o Kao del clan sin relación patrilineal directa con los antiguos ariki, pero eran su tumu (sus esposas se casaban con los hombres del linaje real).
Tras la muerte en 1892 de Atamu Tekena, que había sido nombrado rey por la misión Picpus, Riro y Enrique Ika a Tu'u Hati eran candidatos al trono. Aunque ambos eran de ascendencia real, Ika estaba más estrechamente relacionado con Kerekorio Manu Rangi, el último 'ariki mau indiscutible, que murió durante un brote de tuberculosis en 1867. La prima de Riro, Maria Angata Veri Tahi 'a Pengo Hare Kohou, catequista y profeta católica, organizó a muchas de las mujeres de la isla en su apoyo. Probablemente tenía entre diecisiete y veintiún años en ese momento y fue elegido principalmente por su buena apariencia y la influencia de Angata.

## Reinado
Riro adoptó el epíteto «Riroroko He Tau», que había sido utilizado por Kerekorio, después de su elección. Angata arregló su matrimonio en 1889 con Véronique Hitiairangi Renga Mahute (1874-1947), una mujer rapanui nacida en Tahití y adoptada por una pareja rapanui que regresó a la isla en 1888. Era hija de Mahoni a Mahute y Marta «Marate» Paruvaka y del linaje de Tupahotu Ngaruti y Koro Orongo. Tuvieron tres hijos y una hija: Simeón Riroroko Mahute, Jorge, Virginia y Juan. Sus descendientes usaron el apellido Rikoriko para indicar su clan.
Su antecesor, Atamu Tekena, suscribió el acuerdo de voluntades con Chile (representado por el Capitán Policarpo Toro) el 9 de septiembre de 1888. El gobierno chileno abandonó el asentamiento fundado por Toro en 1892 debido a problemas políticos en el continente, debido a la guerra civil de 1891. Al igual que su predecesor, Riro gobernó bajo un consejo de líderes nativos y la influencia de la Iglesia Católica (representada por Angata y otros catequistas nativos). También nombró a su oponente Ika como su primer ministro.
Durante este período, los rapanui bajo Riro Kāinga restauraron su gobierno en formas aún más claras que antes de la anexión, hasta el punto en que de hecho podría haber calificado como Estado, por lo que hubo una segunda incorporación por parte de Chile en 1896 (de facto, ya que se mantenía vigente el acuerdo de 1888). A diferencia de Tekena, Riro reafirmó el gobierno nativo enfrentándose a los residentes extranjeros (como Charles Higgins) y restauró un grado de paz y estabilidad en la isla. Las enfermedades foráneas y las incursiones de esclavistas peruanos habían diezmado a la población nativa; en 1896, la población de la isla era de 214, recuperándose de un mínimo de 110 en 1877.

Bandera del reino de Rapa Nui de 1876 a 1888

Después de cuatro años de abandono cuando ningún barco extranjero visitó la Isla de Pascua, Chile reafirmó su soberanía en 1896 al arrendar la isla a la Sociedad Ovejera Merlet & Cia (Merlet & Company Sheep Society). La empresa estaba encabezada por Enrique Merlet, quien amplió la ganadería ovina de la isla y nombró gerente a Alberto Sánchez Manterola; Sánchez también fue designado subdelegado marítimo de la isla. Merlet & Company, que empleaba a una cuarta parte de la población de la isla, prohibió la exhibición de la bandera Rapa Nui y restringió los derechos de la población nativa sobre la tierra y los animales de la isla. La empresa convenció a la gente para que construyera un cerco de 3 metros alrededor de Hanga Roa y Moeroa, separándolos del terreno de la estancia y restringiéndolos al recinto amurallado.
Merlet le escribió a Riro, llamándolo impostor y ordenándole que dejara de llamarse rey porque él (Merlet) era dueño de la isla. A pesar de comenzar en buenos términos, el gerente de la empresa Sánchez tampoco respetó la autoridad de Riro. En 1898, el rey y sus hombres intentaron sin éxito discutir salarios y condiciones de trabajo con Sánchez. En represalia, los rapanui se negaron a trabajar hasta que llegara el próximo barco chileno y pudiera arbitrar su caso. Sánchez y sus guardias armados marcharon a Hanga Roa para obligar a los huelguistas a volver al trabajo; los isleños se negaron a cumplir su orden, desarmando a uno de sus hombres en el enfrentamiento.

## Muerte y legado

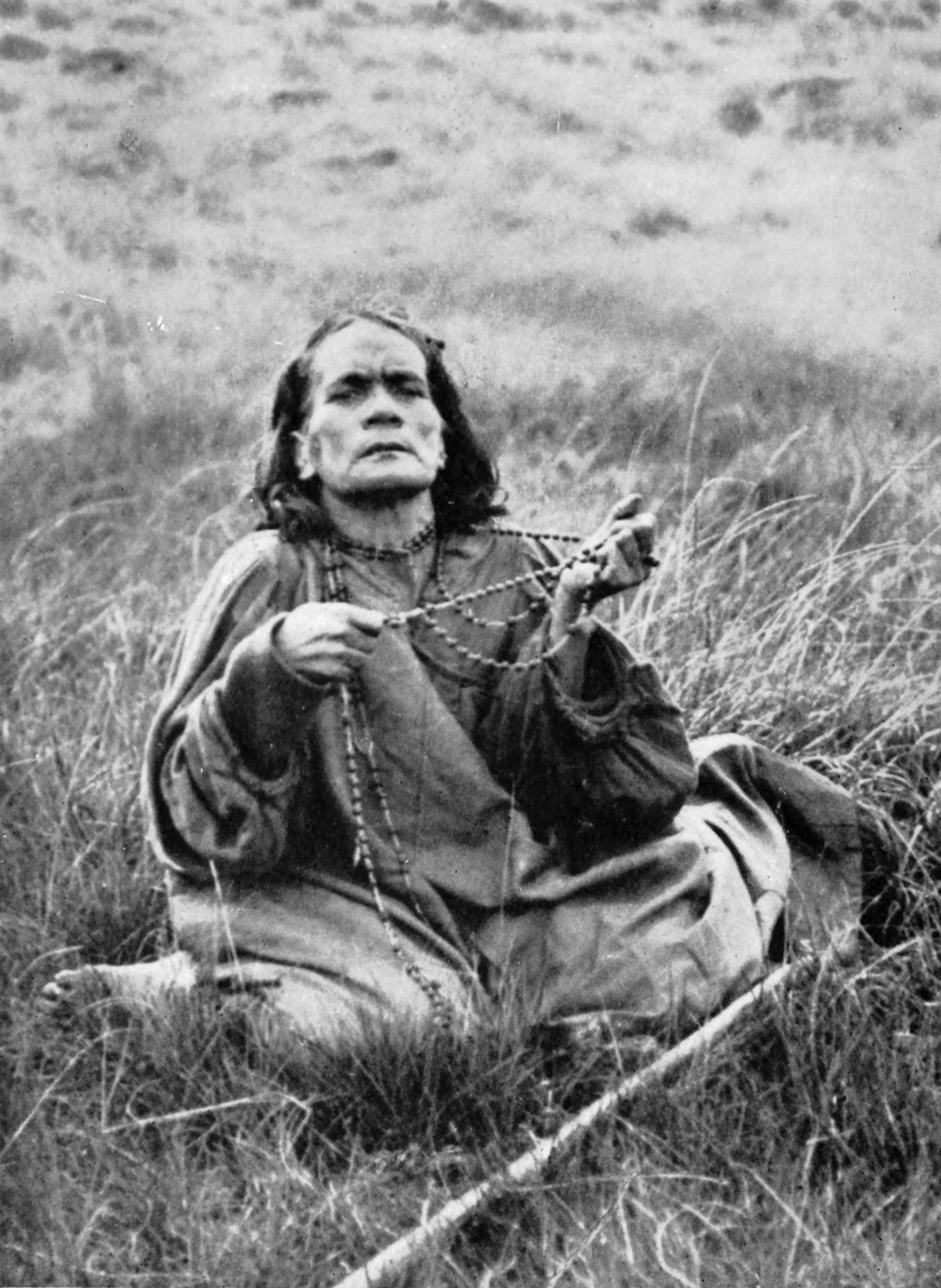
La prima de Riro, Angata, en 1914

En respuesta a los abusos, Riro ignoró las advertencias de su gente y fue a Valparaíso a fines de 1898 o principios de 1899 para ventilar sus quejas al gobierno chileno. Lo acompañaban en el barco de la compañía, el Maria Luísa, los soldados rapanui del Regimiento Maipo del Ejército de Chile: Juan Tepano Rano, Juan Araki Ti'a y José Pirivato. El día de su llegada, el intendente provincial de Valparaíso se ofreció a trasladar el caso de Riro al gobierno; sin embargo, el rey insistió en reunirse de igual a igual con el presidente chileno Federico Errázuriz Echaurren. La delegación fue recibida por los hombres de Merlet (Jeffries y Alfredo Rodríguez) en una taberna local, y se invitó al rey a quedarse con Rodríguez mientras los soldados iban a sus cuarteles. Durante la noche, se animó al rey a beber mucho; a la mañana siguiente se informó a sus hombres que había sido enviado al Hospital Carlos Van Buren, donde murió por intoxicación alcohólica. noticia de su muerte no llegó a la isla hasta marzo de 1899. Aunque Merlet dijo que el joven rey bebió hasta morir, la tradición oral rapanui afirma que fue envenenado por orden de Merlet mientras estaba en el hospital. Riro fue enterrado en una fosa de indigentes en Valparaíso.
Después de la muerte del rey, Angata asumió el liderazgo nominal del clan Miru. Los familiares de Riro intentaron sin éxito restaurar la realeza con Enrique Ika y Moisés Tu'u Hereveri, a pesar de las órdenes de Sánchez de abrogar la institución y prohibir a los isleños elegir un nuevo rey. Temiendo por su vida, su viuda Véronique se casó con Manuel Vega, pastor chileno, el 29 de enero de 1900. En 1902, Chile nombró cacique a Juan Tepano en un intento de acabar con la resistencia indígena. Angata lideró una revuelta fallida de 1914 para derrocar el control de la compañía. El nieto de Riro, Valentino Riroroko Tuki, fue nombrado rey de Rapa Nui en 2011 por Parlamento Rapa Nui, organización crítica al Consejo de Ancianos de Rapa Nui.
La presidenta Michelle Bachelet repatrió los restos de Riro a la Isla de Pascua en 2006, cuando fueron recibidos en una ceremonia en la que ondeó la bandera de Rapa Nui junto a la bandera chilena. En la ceremonia participaron sus nietos sobrevivientes (Benedicto, Valentino, Milagrosa, Ambrosio, Luís y María). Un busto del rey fue erigido por la Armada de Chile frente a la oficina del gobernador en Hanga Roa.